# Nicolás de Jesús López Rodríguez
Nicolás de Jesús López Rodríguez (sinh 1936) là một Hồng y người Cộng hòa Dominica của Giáo hội Công giáo Rôma. Ông hiện đảm nhận vai trò Hồng y Đẳng linh mục Nhà thờ S. Pio X alla Balduina. Ông từng đảm nhận vị trí Thường vụ Công giáo tại Quân đội Đômica trong vòng 21 năm, từ năm 1986 đến năm 2017 khi ông về hưu.
Trước khi trở thành Thường vụ Giáo hội tại Quân đội, ông từng đảm nhận vai trò Đại diện Giáo hội tại Quân đội Cộng hòa Dominica (1982–1986). Song sog với nhiệm vụ trong quân đội, hồng y Rodríguez cũng từng có nhiều vị trí cai quản các giáo phận khác nhau như: Giám mục chính tòa Giáo phận San Francisco de Macorís, Tổng giám mục đô thành Tổng giáo phận Santo Domingo (1981–2016). Tại các Hội đồng Giám mục quốc gia cũng như kh vực, ông cũng giữ một số trọng trách như: Chủ tịch Hội đồng Giám mục Cộng hòa Dominica (1984–2002), Phó Chủ tịch Thứ nhất Hội đồng Giám mục Châu Mỹ Latinh (1987–1991), Chủ tịch Hội đồng Giám mục Châu Mỹ Latinh (1991–1995) và Chủ tịch Hội đồng Giám mục Cộng hòa Dominica (2009–2014).

## Tiểu sử
Hồng y Nicolás de Jesús López Rodríguez sinh ngày 31 tháng 10 năm 1936 tại Barrancas, thuộc Tổng giáo phận Santo Domingo, Cộng hòa Dominica. Sau quá trình tu học dài hạn tại các cơ sở chủng viện theo quy định của Giáo luật, ngày 18 tháng 3 năm 1961, Phó tế Rodríguez, 25 tuổi, tiến đến việc được truyền chức linh mục. Nghi thức truyền chức cho tân linh mục được cử hành bởi Giám mục Francisco Panal Ramírez, O.F.M. Cap., Giám mục chính tòa Giáo phận La Vega. Tân linh mục là thành viên linh mục đoàn của Giáo phận La Vega.
Sau 23 năm thi hành các công việc mục vụ trên cương vị và thẩm quyền của một linh mục, ngày 16 tháng 1 năm 1978, Tòa Thánh thông báo Giáo hoàng đã quyết định tuyển chọn linh mục Nicolás de Jesús López Rodríguez, 42 tuổi, gia nhập hàng Giám mục Công giáo Hoàn vũ, với vị trí được bổ nhiệm là Giám mục chính tòa Giáo phận San Francisco de Macorís. Lễ tấn phong cho vị giám mục tân cử được tổ chức sau đó vào ngày 25 tháng 2 cùng năm, với phần nghi thức truyền chức được cử hành cách trọng thể bởi 3 giáo sĩ cấp cao, gồm có vị chủ phong là Hồng y Octavio Antonio Beras Rojas, Tổng giám mục Quân đội Cộng hòa Dominica và hai vị giáo sĩ còn lại, với vai trò phụ phong là Giám mục Juan Antonio Flores Santana, Giám mục chính tòa Giáo phận La Vega và Giám mục Jesús María de Jesús Moya, Nguyên Giám mục San Francisco de Macorís. Tân giám mục chọn cho mình khẩu hiệu: FORTES IN FIDE.
Ba năm sau khi được chọn lên hàng giám mục và đảm nhiệm vai trò Giám mục San Francisco de Macorís kết thúc bằng quyết định của Tòa Thánh ấn ký ngày 15 tháng 11 năm 1981, qua đó thăng Giám mục Nicolás de Jesús López Rodríguez lên hàng Tổng giám mục, bổ nhiệm làm Tổng giám mục đô thành Tổng giáo phận Santo Domingo. Kể từ ngày 4 tháng 4 năm 1982, ông đảm nhiệm thêm nhiệm vụ Đại diện Công giáo tại Quân đội Đominica.
Từ ngày 21 tháng 7 năm 1986, chức danh Đại diện Quân đội của ông được thăng thành Thường vụ Công giáo tại Quân đội Cộng hòa Dominica.
Bằng Công nghị Hồng y năm 1991 được tổ chức ngày 28 tháng 6, Giáo hoàng Gioan Phaolô II đã vinh thăng Tổng giám mục Nicolás de Jesús López Rodríguez lên tước vị hồng y. Tân Hồng y là Hồng y Đẳng Linh mục và Nhà thờ Hiệu tòa được chỉ định là San Pio X alla Balduina.
Ngoài các nhiệm vụ ở giáo phận cũng như trong quân đội, ông còn đảm nhận nhiều vai trò quan trọng khác nhau ở các Hội đồng Giám mục quốc gia cũng như khu vực, cụ thể ông từng đảm nhiệm các chức danh: Chủ tịch Hội đồng Giám mục Cộng hòa Dominica trong hai khoảng thời gian không liên tục, từ năm 1984 đến năm 2002 và từ năm 2009 đến năm 2014, Phó Chủ tịch Thứ nhất Hội đồng Giám mục Châu Mỹ Latinh từ năm 1987 trước khi trở thành Chủ tịch Hội đồng Giám mục Châu Mỹ Latinh năm 1991 và tại vị đến năm 1995.